# Gare de Versailles-Rive-Droite
Gare de Versailles-Rive-Droite vasútállomás Franciaországban, Versailles településen.

## Vasútvonalak
Az állomást az alábbi vasútvonalak érintik:
- Párizs-Saint-Lazare-Versailles-Rive-Droite-vasútvonal

## Kapcsolódó állomások
A vasútállomáshoz az alábbi állomások vannak a legközelebb:
- Gare de Montreuil (Paris Gare Saint-Lazare, Párizs-Saint-Lazare-Versailles-Rive-Droite-vasútvonal, Transilien line L)